# Why Don't You Get a Job?
Why Don't You Get a Job? är en singel av det amerikanska punkrockbandet The Offspring. Den var singeltvåa i bland annat Sverige och Storbritannien och låten kom på plats 105 på listan The KROQ Top 300 Songs of the 90s. Låten handlar om personer som låter sin partner jobba och tjäna pengar medan de själva är arbetslösa och spenderar all inkomst. "Why Don't You Get a Job?" blev en stor succé i många länder mestadels på grund av dess glada och uppiggande tempo som påminner om The Beatles "Ob-La-Di, Ob-La-Da" och det ryktades om en stämning, något som dock aldrig blev av. Just att dessa låtar har väldigt liknande tempo och uppbyggnad har uppmärksammats bland medier och tidskriften Rolling Stone placerade låten på plats tre över de tjugo mest plagierade låtarna någonsin medan WatchMojo.com placerade "Why Don't You Get a Job?" på plats 2 på deras lista "Top 10 Sound-alike Songs", där de förutom likheten till "Ob-La-Di, Ob-La-Da" även nämnde låtens likhet med Simon and Garfunkels låt "Cecilia".
Musikvideon spelades in på Universal Studios i Hollywood, Kalifornien och bland annat två kända platser syns i videon, nämligen Wisteria Lane från Desperate Housewives och Courthouse Square från Tillbaka till framtiden. Att videon är inspelad på Universal Studios märks också i en klaffel; när bandet och deras följe rör sig nerför gatan mot slutet kan man i bakgrunden se en av de minibussar med flera släp som kör runt turister bland kulisserna. I en av scenerna i musikvideon häller en person (spelad av Chris "X-13" Higgins) senap över sin nätbrynja. Detta är en hyllning till skådespelaren John Belushi som gjorde samma sak i filmen Deltagänget. Flickvännen till Higgins spelas av den förra The Pussycat Dolls-medlemmen Carmit Bachar. I slutet av musikvideon dyker wiggern (spelad av Guy Cohen) från "Pretty Fly (for a White Guy)"-musikvideon upp.

## Låtlista
Alla låtar är skrivna och komponerade av The Offspring, om inte annat anges. 
| Nr | Titel                                          | Längd |
| -- | ---------------------------------------------- | ----- |
| 1. | Why Don't You Get a Job?                       | 2:49  |
| 2. | Why Don't You Get a Job? (The Baka Boyz Remix) | 4:22  |

| 1. | Why Don't You Get a Job?                       | 2:49 |
| 2. | Why Don't You Get a Job? (The Baka Boyz Remix) | 4:22 |
| 3. | Beheaded '99                                   | 2:38 |
| 4. | I Wanna Be Sedated                             | 2:20 |

| 1. | Why Don't You Get a Job?                                     | 2:50 |
| 2. | Pretty Fly (for a White Guy) (The Baka Boyz Low Rider Remix) | 3:02 |
| 3. | I Wanna Be Sedated                                           | 2:20 |
| 4. | Beheaded '99                                                 | 2:40 |
| 5. | Why Don't You Get a Job? (The Baka Boyz Remix)               | 4:19 |